# Ariel Alexandria Davis
Ariel Alexandria Davis (Park Forest, Illinois, 19 de febrero de 1991) es una exactriz estadounidense. Es conocida por su papel de Megan Evers en la película de 2003 The Haunted Mansion. Ella es la hija de Sydney Davis y Darryl Davis, y la hermana mayor de la exestrella de The Bernie Mac Show Dee Dee Davis.
Su primer papel en la pantalla grande fue en The Haunted Mansion, que coprotagonizó junto con Eddie Murphy. También ha aparecido en muchos programas de televisión, incluidos Everybody Hates Chris como Keisha, y ER como Kaitlin. Después de aparecer como estrella invitada en 'Til Death en 2008, Davis se retiró de la actuación. Ella tiene un hijo.

## Filmografía
- Power Rangers Lightspeed Rescue (2000, Episodio: "A Face from the Past") como Ginny
- The Haunted Mansion (2003) como Megan Evers
- ER (2004, serie de televisión) como Kaitlin
- Everybody Hates Chris (2005-2006, serie de televisión) como Keisha Ridenhour
- 14th Annual Inner City Destiny Awards (2006) como ella misma
- 'Til Death (2008, TV Series) como Chica #1 (última aparición)